# Mildred B. Davis
Mildred B. Davis, född den 27 juli 1930 i New York, är en amerikansk kriminalförfattare. 
Hon har skrivit psykologiska thrillers och skildrar gärna amerikansk småstadsmiljö. Hon är bosatt i Westchester County, New York. 

Tillsammans med sin dotter Katherine Roome har hon skrivet den historiska romanen Lucifer Land (1977) och kriminalromanen Murder in Maine. The Avenging of Nevah Wright (2006).

## Böcker översatta till svenska
- Rummet en trappa upp, 1950 (The room upstairs)
- En röst i telefonen, 1965 (The voice on the telephone)
- Dunkelt förflutet, 1970 (Walk into yesterday)

## Priser och utmärkelser
Edgar Award för Bästa debutroman, utdelad av Mystery Writers of America, för Rummet en trappa upp.